# Bartholomäuskapelle (Korweiler)

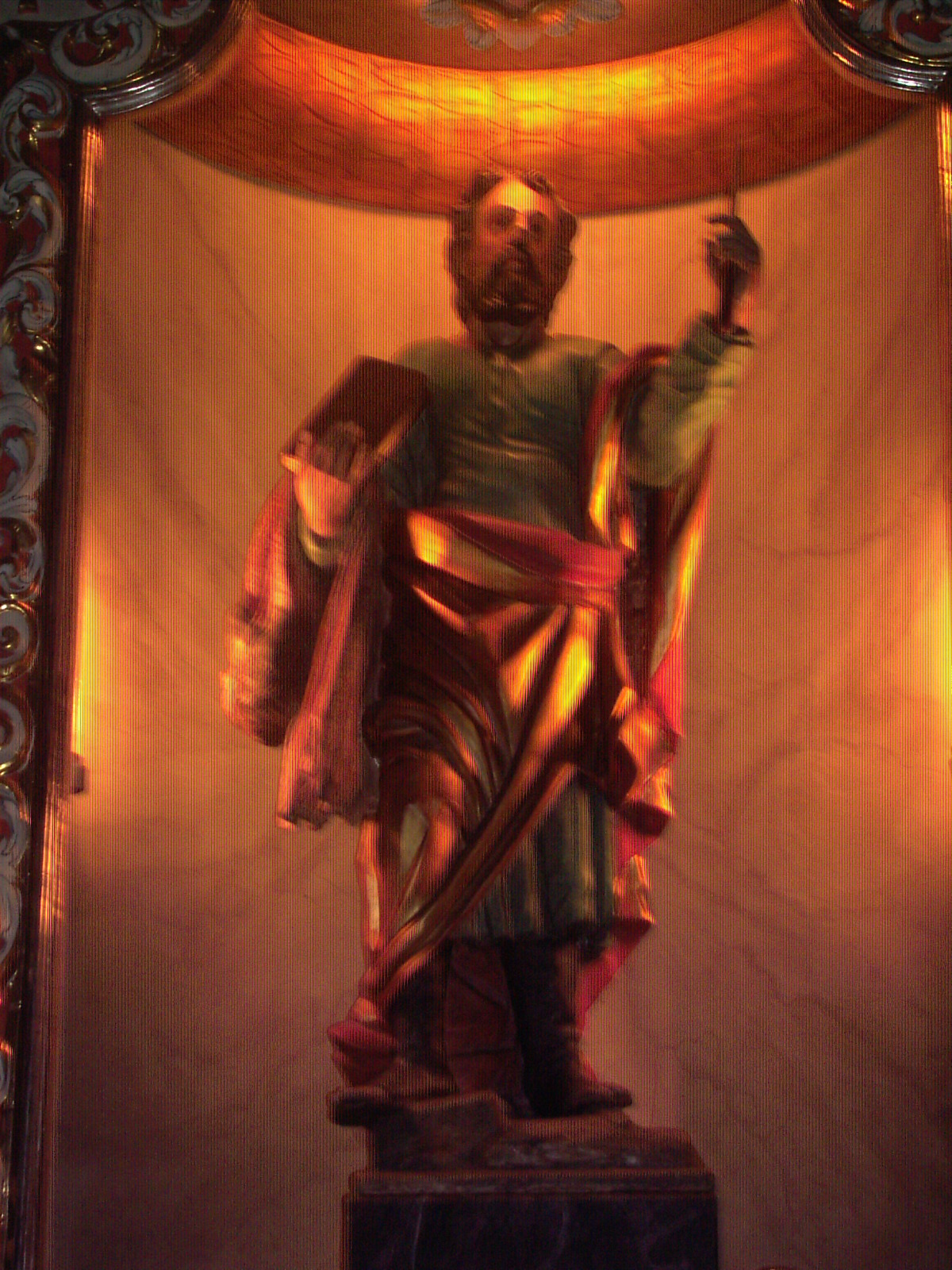
Die Statue des Heiligen Bartholomäus in der gleichnamigen Kapelle zu Korweiler

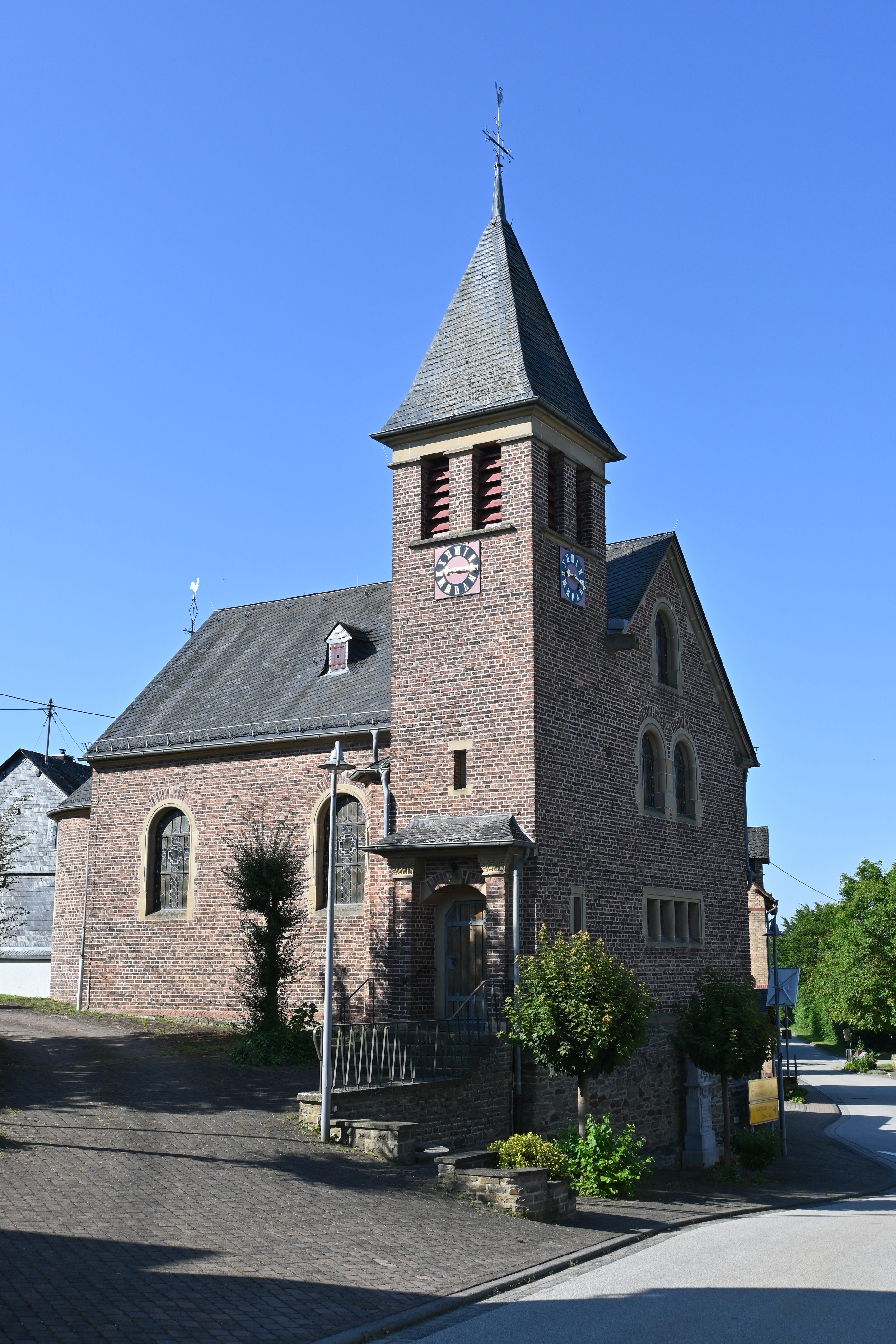
Außenansicht der Kapelle

Die Bartholomäuskapelle ist ein Kirchengebäude und steht in Korweiler, einem Dorf im Hunsrück in Rheinland-Pfalz.

## Geschichte
Die heutige Bartholomäuskapelle zu Korweiler wurde 1907 gebaut. Der 1745 entstandene Altar stammt aus der alten Kapelle, welche 1701 erbaut wurde und wegen Baufälligkeit eingerissen werden musste.

## Bartholomäusbild und Bartholomäusstatue
Das Bartholomäusbild im Eingangsbereich der heutigen Kapelle war ursprünglich das Altarbild, das in der Altarmitte hing. Heute findet man dort eine Holzstatue vor. 
Koordinaten: 50° 6′ 26,1″ N, 7° 24′ 57,1″ O